# Іш-К'аб'аль-Шоок
Іш-К'аб'аль-Шоок (*д/н —749) — цариця-консорт Па'чанського царства.

## Життєпис
Походила з впливового сахальского роду, пов'язаного родинними зв'язками з царським домом (в одному з текстів сказано, що вона належить до «роду Йо'паат-Б'алама» — засновника Па'чана). Іш-К'аб'аль-Шоок стала дружиною Іцамнаах-Б'алама III ще до його сходження на трон і брала участь в церемонії викликання бога в день коронації чоловіка (зображено на одвірку 25).
Протягом значного періоду правління чоловіка мала значний вплив на державні справи. Їй допомагали представники місцевої знаті. На думку деяких дослідників була матір'ю Йопаат-Б'алама II, майбутнього ахава.
На одвірку 24 з Яшчилан сказано, що в день 9.13.17.15.12, 5 Еб 15 Мак (28 жовтня 709 року) Іш-К'аб'аль-Шоок провела обряд кровопускання. У 724 році брала активну участь в обряді, значення якого ще достеменно не визначено.
На її честь зведено споруду, відому як «Будівля 23». Це одна з найкрасивіших палацових споруд у місті, її фасад 14 м завдовжки. Споруда була висвячена в день 9.14.14.13.16, 5 Кіб 14 Яшк'ін (25 червня 726 року) і названа «будинком» Іш-К'аб'аль-Шоок. Головною прикрасою «Будівлі 23» є дверні одвірки, які визнані шедевром художньої пластики мая. Вони були створені спеціально запрошеними майстрами з міста Сак-Оок. У центрі уваги на всіх трьох одвірках виступає Іш-К'аб'аль-Шоок.
Наприкінці володарювання Іцамнаах-Б'алама III вступила у протистояння з другою дружиною чоловіка — Іш-Ух-Чан-Леєм — стосовно спадкування трону. Проте ахав так і не ухвалив рішення.
Після смерті у 742 році Іцамнаах-Б'алама III сприяла встановлення регентства людини з ім'ям …б'-Шоок (вважається братом цариці). Потім підтримувала Йопаат-Б'алама II у боротьбі за владу. Померла у березні 749 року. Спочинок отримала в «Поховані 3», в якому було знайдено тіло літньої жінки, оточене багатими подарунками, зокрема 431 намистинка з жадеїту і 34 керамічних посудини.